# Stig Danielsson
Stig Danielsson (né le 24 janvier 1920 à Göteborg et mort le 24 novembre 2011 dans la même ville) est un athlète suédois spécialiste du sprint. 

## Biographie

### Palmarès
| Date | Compétition           | Lieu      | Résultat | Épreuve    | Performance |
| ---- | --------------------- | --------- | -------- | ---------- | ----------- |
| 1946 | Championnats d'Europe | Oslo      | 4e       | 200 mètres | 21 s 9      |
| 1946 | Championnats d'Europe | Oslo      | 1er      | 4 × 100 m  | 41 s 5      |
| 1950 | Championnats d'Europe | Bruxelles | 3e       | 4 × 100 m  | 41 s 9      |